# Smash IT! Adventures
Smash IT! Adventures é um videojogo desenvolvido pelo estúdio português Bica Studios, para Android, iOS e futuramente para Windows Phone.

## Jogabilidade
Em Smash IT! Adventures temos que ajudar a bruxa Agnes a esmagar as criaturas conhecidas como Blarghinis ao longo de 30 níveis e mais de 100 missões.
Os controlos do jogo são acessíveis para jogadores de qualquer idade ou experiência, e a diversão pode ser estendida a qualquer parte do mundo, já que o jogador pode competir com amigos ou adversários através do Facebook.